# Brighton (Ontario)
Pour les articles homonymes, voir Brighton (homonymie).
Brighton est une municipalité ontarienne (Canada).
Le territoire sur lequel se situe aujourd'hui la commune de Brighton appartenait à l'origine aux peuples de Mississauga (parlant l'anishinaabe).

## Démographie
| 2001  | 2006   | 2011   | 2016   |
| ----- | ------ | ------ | ------ |
| 9 449 | 10 253 | 10 928 | 11 844 |